# Klub Astronomiczny Almukantarat
Klub Astronomiczny Almukantarat – klub astronomiczny działający w Polsce od 1983 roku, zrzeszający miłośników astronomii i nauk ścisłych. W roku 1995 został zarejestrowany jako stowarzyszenie. Słowo almukantarat w nazwie Klubu jest rzadko używanym terminem astronomicznym. Siedziba klubu mieści się w budynku Centrum Astronomicznego im. Mikołaja Kopernika w Warszawie.
Głównym celem klubu jest popularyzacja astronomii i pokrewnych dziedzin nauki, szczególnie wśród młodzieży, co realizowane jest m.in. na organizowanych od ponad 40 lat obozach astronomicznych. Obecnie stowarzyszenie zrzesza ponad 100 członków oraz kilkuset sympatyków w całej Polsce. Klub jest wydawcą serwisu internetowego AstroNET.

## Działalność
Statutowe cele klub realizuje głównie przez organizowanie obozów naukowych dla uzdolnionej młodzieży z gimnazjów i szkół średnich, które odbywają się latem, oraz spotkań śródrocznych – seminariów i warsztatów zimowych.
Podczas obozów letnich prowadzone są zajęcia obserwacyjne i teoretyczne z astronomii oraz innych nauk ścisłych (matematyka, fizyka, informatyka). Od wielu lat obozy astronomiczne klubu organizowane są w ramach programu zielonych szkół w Załęczu Wielkim koło Wielunia. Zajęcia prowadzone są zarówno przez studentów nauk ścisłych i technicznych, miłośników astronomii, jak i zawodowych astronomów. Uczestnicy klubu mogą także brać udział w śródrocznych warsztatach naukowych (zimowych, w środku roku szkolnego), a z czasem także włączyć się w pracę organizacyjną.
Wszystkie działania wykonywane są w formie wolontariatu. Wśród wychowanków Klubu znaleźć można obecnych członków Polskiego Towarzystwa Astronomicznego, pracowników naukowych na polskich i zagranicznych uczelniach, a także licznych laureatów krajowej i międzynarodowej Olimpiady Astronomicznej oraz amatorów astronomii (np. odkrywczyni planetoidy 2005 TD49).
Klub jest wystawcą na festiwalach nauki organizowanych w wielu miastach Polski, m.in. Pikniku Naukowym Polskiego Radia i Centrum Nauki Kopernik, a także w międzynarodowych projektach obserwacyjnych i młodzieżowych. Od wielu lat członkowie i sympatycy klubu prowadzą też różnego rodzaju imprezy podczas Nocy Naukowców.
Przedstawiciele klubu uczestniczyli w I oraz II Kongresie Organizacji Astronomicznych w Chorzowie.
Klub zorganizował wyjazdy na obserwacje całkowitych zaćmień Słońca: do Finlandii (1990), na Węgry (1999) i do Turcji (2006). Wyjazd na zaćmienie Słońca w 2006 roku do Turcji był realizowany w ramach unijnego programu Młodzież w działaniu.

## Osiągnięcia w popularyzacji nauki
- W roku 2000 członkowie klubu założyli AstroNET – Polski Portal Astronomiczny – internetowe czasopismo naukowe[28].
- Projekt „Eclipse Hunters”, zrealizowany we współpracy tureckiego klubu Tutulum i klubu Almukantarat, został wybrany przez Komisję Europejską projektem najlepszych praktyk w 2006[29][30].
- W 2011 roku Klub został nominowany do nagrody w konkursie Popularyzator Nauki[31].
- Finalista XIII, XV oraz XX edycji konkursu Popularyzator Nauki w 2017, 2019 i 2024 roku, w kategorii Instytucja[32][33][34].
- Za utworzenie Klubu oraz 40-letni wkład w Olimpiady Astronomiczne[35][36] Polskie Towarzystwo Astronomiczne przyznało w 2013 roku Nagrodę im. Włodzimierza Zonna Markowi T. Szczepańskiemu[37][38].

## Wychowankowie
Lista na podstawie.
- dr hab. Piotr Fita, Wydział Fizyki Uniwersytetu Warszawskiego
- Zofia Kaczmarek, polska astronomka[41]
- prof. dr hab. Robert Kamiński, Instytut Fizyki Jądrowej PAN
- dr Agata Karska, Wydział Fizyki, Astronomii i Informatyki Stosowanej Uniwersytetu Mikołaja Kopernika w Toruniu[15]
- dr Jakub Klencki, polski astrofizyk, laureat Nagrody Młodych PTA
- dr hab. Marek Nikołajuk, Wydział Fizyki Uniwersytetu w Białymstoku
- prof. dr hab. Igor Soszyński, Obserwatorium Astronomiczne Uniwersytetu Warszawskiego
- prof. dr hab. Tomasz Sowiński, Instytut Fizyki PAN[42]
- Marek T. Szczepański, laureat Nagrody imienia Włodzimierza Zonna; pierwszy prezes Klubu[43]
- dr Maciej Wielgus, Event Horizon Telescope, współautor pierwszego zdjęcia czarnej dziury[44][45]
- prof. dr hab. Łukasz Wyrzykowski, Obserwatorium Astronomiczne i Wydział Fizyki Uniwersytetu Warszawskiego[46]
- prof. dr hab. Piotr Życki, dyrektor Centrum Astronomicznego im. Mikołaja Kopernika PAN w Warszawie; drugi prezes Klubu[43]